# Tribann

Tribann

Le Tribann (gallois moderne triban) est un signe formé de trois (tri) traits convergents vers le sommet : /|\. Le mot bann (moyen-gallois -bann, mod. ban) signifie "rayon, pointe" ; breton bann. "Trois-rais" désigne aussi en gallois un mètre poétique (englyn cyrch ; triban milwr) et un air populaire. Le triban a le même plan qu'un signe utilisé comme marque (marc-iau, benchmark) par les mineurs de Cornwall et du pays de Galles. Le triban(n) est devenu au XVIIIe siècle un signe de reconnaissance patriotique gallois (dit Nod cyfrin), puis un emblème bardique, et enfin un emblème du mouvement bardique et du mouvement néo-druidique contemporains, mais ne leur fut pas exclusif.
Dès ses premiers usages publics par la Gorsedd des bardes (fin du XVIIIe s.-milieu du XIXe) on lui reconnaissait un rapport avec la lumière solaire, pelydr Goleuni "pals, lances, piliers de lumière" ou avec le soleil même, "œil de lumière", Llygad Goleuni. C'est un vestige de sa signification première : les trois moments de la carrière solaire, levant, zénith, couchant.
Avec le néodruidisme (fin du XVIIIe siècle et après) le signe triple apparaît sur les bannières et les vêtements des tenants de ce mouvement, qui prêtent diverses significations aux trois rais (facilitées par l'emploi de triades dans la littérature du monde celtique médiéval) : respectivement : 'amour, connaissance et vérité' ou 'amour, paix et sagesse'. Il fut associé à l'inspiration bardique (Iolo Morganwg) comme représentation des trois lettres primordiales (O I W) d'un nom de Dieu ou « Incréé » qui aurait appelé le monde à l'existence par ce vocable. Inséré dans un « œuf cosmique », on en fit parfois une image de la fonction (néo)druidique. Une connotation négative ou maléfique fut parfois conférée au triban inversé (\|/). Il convient de noter que ces explications s'inscrivent dans un contexte récent, contemporain du christianisme et non du druidisme antique et de la tradition celtique.

## Usages celtiques anciens
Les usages antiques du /|\ sont avérés. Ph. Jouët les a classés comme ceci :  
1. Dans la protohistoire de la Cisalpine le triple repère constitue un viseur saisonnier des observatoires. Son trait central marque les deux équinoxes et les traits obliques les deux solstices (études d’archéoastronomie et d'archéologie[2]).
2. Dans l’Antiquité insulaire et l’art celte des monnaies brittones, le signe triple figure avec la même signification astronomique :  "Un statère d'or d'Addedomaros (Catuvellauni / Trinovantes, fin du Ier s. avant J.-C.) en fait son motif principal, accompagné en bas par une courbe en forme de croissant de lune qui indique le trajet nocturne, invisible, du soleil (trois rais inversés : soleil nocturne). L'ensemble est doublé en miroir (comme sur d'autres monnaies britanniques contemporaines du type « Freckenham Crescents » : une monnaie des Iceni fait de même[3]." N.-B. : Il y avait homologie entre le cycle annuel, le cycle quotidien, voire le cycle politique. Ces monnaies d'or étaient objet de prestige et connotées religieusement.
3. Dans la tradition brittonique médiévale les trois rais se sont confondus avec les "trois baguettes de sagesse" : dans les poèmes de l’Ystoria Taliesin qui narrent son initiation et son triomphe, le poète Taliesin compare son don de poésie ou rhinwedd, littéralement « secret-connaissance » à « la force de rhinwedd des trois éminentes baguettes », nerth o rinwedd y taair gwialenn. Ces trois surgeons sont attestés aussi dans les Passions corniques médiévales (origine : les Evangiles apocryphes mêlés aux conceptions indigènes sur le renouveau cyclique et l'inspiration dite awen)[4].

Nota : le Triban(n) bardique ne doit pas être confondu avec le Triban, ancien logo du Parti National Gallois, le Plaid Cymru, qui représentait les montagnes du Pays de Galles. Le triban a été utilisé dans les années 1970 par le Patriotic Front gallois de Gethyn ap Gruffydd et divers autres groupes.